# Zona de Sagarmatha
Sagarmatha (Nepalí: सगरमाथा अञ्चल) fue una de las catorce zonas administrativas de la República Federal Democrática de Nepal, al este de dicho país. 
Esta zona incluía distritos ubicados en las montañas del Himalaya (incluyendo el monte Everest) en el norte, a los distritos de colina en el centro y los distritos del valle del Terai, en el sur. Esta zona poseía fronteras internacionales con la República Popular China al norte y con India al sur, mientras que limitaba con la zona de Kosi al este y la zona de Janakpur al oeste.

## Distritos
Esta zona se subdividía internamente en 6 distritos:
- Distrito de Khotang
- Distrito de Okhaldhunga
- Distrito de Saptari
- Distrito de Siraha
- Distrito de Solukhumbu
- Distrito de Udayapur

La sede central de la zona estaba en el municipio Rajbiraj, del distrito de Saptary.
La ciudad principal de la zona de Sagarmatha es Triyuga "Gaighat" (Terai interior). Otras ciudades de la colina Sagarmatha en el área pueden ser Katari, Okhaldunga, Diktel, Salleri, Namchebajar, mientras Lahan, Rajbiraj, y Sirah están en Terai externo.
Sagarmatha toma su nombre del nombre nepalí para el Monte Everest, que está localizado al norte de la zona interior del Parque nacional de Sagarmatha (1148 km²). Sagarmatha quiere decir "sobre la cima del mundo".
- Datos: Q9195
- Multimedia: Sagarmatha Zone / Q9195